# Amyna annulata
Amyna annulata là một loài bướm đêm trong họ Noctuidae.